# 台13線
台13線（たいじゅうさんせん）は、新竹市香山区から台中市豊原区に至る台湾省道であり、尖山から豊原を経て苗栗までの区間を「尖豊公路（せんほうこうろ）」と称していた。

## 概要
- 全長：69.197Km
- 起点：新竹市香山区（台1線の交差地点）
- 終点：台中市豊原区（台3線の交差地点）
- 経由地：

## 歴史
| 年 | 月日 | 事跡 |
| -- | ---- | ---- |

## 通過する自治体
- 新竹市
  - 香山区

- 苗栗県
  - 竹南鎮 - 頭份市 - 造橋郷 - 頭屋郷 - 苗栗市 - 銅鑼郷 - 三義郷

- 台中市
  - 后里区 - 豊原区

## 接続する道路
- 高速道路
- 台13線
  - 香山IC
  - 頭屋IC
  - 三義IC
  - 后豐IC

- 快速公路
  - 頭屋一IC

## 支線

### 甲線
苗栗県頭份鎮から同県苗栗市を経て談文、造橋、二張犁で台13本線と合流する道路。全長13.973Km。

#### 接続する道路
- 造橋IC